# Rauiella siambonica
Rauiella siambonica är en bladmossart som beskrevs av Roelof J.van der Wijk och Margadant 1962. Rauiella siambonica ingår i släktet Rauiella och familjen Thuidiaceae. Inga underarter finns listade i Catalogue of Life.